# Gradungulidae
Gradungulidae  (лат.) — семейство аранеоморфных пауков из серии Gradunguleae. Пауки средних и крупных размеров. Глаза расположены в два ряда. Подобно мигаломорфным паукам, обладают двумя парами лёгких. Половая система самок — гаплогинная: единственное половое отверстие служит и для копуляции, и для откладки яиц. Крибеллярная пластинка сохраняется лишь у представителей рода Progradungula. Коготки на ногах развиты неодинаково: первый (proclaw) длиннее других. Ископаемые остатки представителей семейства неизвестны.

## Таксономия
Насчитывают 16 видов, населяющих Австралию и Новую Зеландию:
- Gradungula Forster, 1955
  - Gradungula sorenseni Forster, 1955 — Новая Зеландия
- Kaiya Gray, 1987
  - Kaiya bemboka Gray, 1987 — Новый Южный Уэльс (Австралия)
  - Kaiya brindabella Moran, 1985 — АСТ (Австралия)
  - Kaiya parnabyi Gray, 1987 — Виктория (Австралия)
  - Kaiya terama Gray, 1987 — Новый Южный Уэльс (Австралия)
- Macrogradungula Gray, 1987
  - Macrogradungula moonya Gray, 1987 — Квинсленд (Австралия)
- Pianoa Forster, 1987
  - Pianoa isolata Forster, 1987 — Новая Зеландия
- Progradungula Forster et Gray, 1979
  - Progradungula carraiensis Forster et Gray, 1979 — Новый Южный Уэльс (Австралия)
  - Progradungula otwayensis Milledge, 1997 — Виктория (Австралия)
- Spelungula Forster, 1987
  - Spelungula cavernicola Forster, 1987 — Новая Зеландия
- Tarlina Gray, 1987
  - Tarlina daviesae Gray, 1987  — Квинсленд (Австралия)
  - Tarlina milledgei Gray, 1987 — Новый Южный Уэльс (Австралия)
  - Tarlina noorundi Gray, 1987 — Новый Южный Уэльс (Австралия)
  - Tarlina simipes Gray, 1987 — Квинсленд (Австралия)
  - Tarlina smithersi Gray, 1987 — Новый Южный Уэльс (Австралия)
  - Tarlina woodwardi Forster, 1955 — Квинсленд (Австралия)